# アヒレス'29
座標: 北緯51度46分56秒 東経5度56分56秒 / 北緯51.78222度 東経5.94889度
アヒレス'29（Achilles '29）は、オランダヘルダーラント州フルースベークを本拠地とするサッカークラブ。
2017-18シーズン現在、男子トップチームはトゥヴェーデ・ディヴィジ、女子トップチームはエールディヴィジに所属している。

## 歴史
1929年設立。1983年にフーフトクラッセサンデーBを初めて制した。2006年にサンデーCでもチャンピオンに輝き、この時はライバルチームであるデ・トレフェルスに勝ち点2の差での制覇であった。2007-08シーズン最終節でもデ・トレフェルスと対戦、アヒレスはこの試合で勝ち点を1でも積めば優勝し、敗北すればデ・トレフェルスの優勝が決まるという歴史的な大一番であったが、このダービーマッチはアヒレスが3-2で勝利し、3回目のリーグ制覇となった。
2010-11シーズンに、新たに設立されたトップクラッセで優勝争いをするが、この時はエールステ・ディヴィジからの降格組であるFCオスに敗れた事によってサンデーリーグ2位に終わった。翌シーズンは2位に勝ち点差9をつけて優勝、サタデーリーグの覇者であるSVスパケンブルフと対戦し、ホームでの1戦目で3-0、アウェーでの2戦目で0-2とし5-0の快勝、アマチュアリーグの覇者となった。これによってプロリーグであるエールステ・ディヴィジへの昇格権を得たが、行使しなかった。
2012-13シーズンにもサンデーリーグを制したが、VVカトヴァイクに敗れてトップクラッセ全体での優勝はならなかった。しかしカトヴァイクが昇格権を行使しなかったため、昇格権を獲得し、昇格を選んだため、2013-14シーズンにエールステ・ディヴィジに参入した。
2016-17シーズンには女子チームがエールディヴィジに参入。その他方で男子チームはエールステ・ディヴィジを20位で終え、2017-18シーズンよりトゥヴェーデ・ディヴィジに降格した。

## タイトル
- トップクラッセ: 2011-12

サンデーリーグ優勝: 2011-12, 2012-13
- フーフトクラッセ: 1982-83, 2005-06, 2007-08

東地区優勝: 2007-08, 2010-11
- アマチュアKNVBカップ: 2010-11
- アマチュアスーパーカップ: 2011-12, 2012-13

## 歴代所属選手
- ヴィレム・コルステン 2011
- ドリアーノ・コルツタム 2017